# Панчен Лама
Панчен Лама (тибетански: པན་ཆེན་བླ་མ), или Панчен Ердени (тибетански: པན་ཆེན་ཨེར་ཏེ་ནི།) је други највиши Лама после Далај Ламе у тибетанском будизму.

## Улога
Најзначајнија улога Панчен Ламе је проналазак инкарнације Далај Ламе након смрти претходника. Далај Лама такође проналази инкарнацију Панчен Ламе након његове смрти. Ово је традиција од 5. Далај Ламе, Лобсанг Гјатсоа.

## Значај
Иако се значај улоге Панчен Ламе смањио од Тибетанске револуције 1959. године, Тибетанци га и даље сматрају за значајну политичку и духовну личност. Ово је због његове улоге у бирању следећег Далај Ламе.